# Bacuita
Bacuita är ett släkte av insekter. Bacuita ingår i familjen gräshoppor.
Kladogram enligt Catalogue of Life:
| Bacuita | \| \| Bacuita excentrica \| \| \| \| \| \| Bacuita luzonica \| \| \| \| |
|         | \| \| Bacuita excentrica \| \| \| \| \| \| Bacuita luzonica \| \| \| \| |
|         | Bacuita excentrica                                                      |
|         |                                                                         |
|         | Bacuita luzonica                                                        |
|         |                                                                         |